# Liste der Monuments historiques in Saint-Félix-de-Foncaude
Die Liste der Monuments historiques in Saint-Félix-de-Foncaude führt die Monuments historiques in der französischen Gemeinde Saint-Félix-de-Foncaude auf.

## Liste der Bauwerke
| Bezeichnung        | Beschreibung | Standort | Kennzeichnung | Schutzstatus | Datum | Bild           |
| ------------------ | ------------ | -------- | ------------- | ------------ | ----- | -------------- |
| Burgruine Pommiers |              | (Lage)   | PA00083739    | Inscrit      | 2007  | weitere Bilder |

## Liste der Objekte
| Bezeichnung | Beschreibung          | Standort                      | Kennzeichnung | Schutzstatus | Datum | Bild |
| ----------- | --------------------- | ----------------------------- | ------------- | ------------ | ----- | ---- |
| Glocke      | Bronze, 1564 gegossen | in der Kirche St-Félix (Lage) | PM33000692    | Classé       | 1912  |      |